# Wenceslas Bojer
Wenceslas (Václav, o Wenzel) Bojer (23 de setembro de 1795, Řesanice, Boémia, atual República Checa – 4 de junho de 1856, Port Louis, Maurícia) foi um notável naturalista e botânico checo .

## Algumas publicações
- Hortus Mauritianus : ou énumération des plantes, exotiques et indigènes, qui croissent a l'Ile Maurice, disposées d'aprés la méthode naturelle, 1837  [Hortus Mauritianus :ou enumeration des plantes, exotiques et indigenes, qui croissent a l'Ile Maurice, disposees d'apres la methode naturelle por W. Bojer, Biodiversity Heritage Library]
- Espèces nouvelles de plantes à Madagascar et îles Comores, 1841
- Planches relatives au genre Gærtnera Lam., 1847
- Vahea madagascariensis et Cassia filipendula, 1847